# Fluoxetin
Fluoxetin ist ein gegen Depressionen eingesetzter Arzneistoff (Antidepressivum). Er zählt zur Klasse der Selektiven Serotonin-Wiederaufnahmehemmer (SSRI). Es war nach Zimelidin der zweite Arzneistoff der Antidepressiva-Generation der SSRI und wurde in den USA 1988 unter dem Handelsnamen Prozac (in Deutschland 1990 als „Fluctin“) in den Markt eingeführt.

## Wirkungsmechanismus
Die Hauptwirkung besteht in der Hemmung der Aufnahme von Serotonin (SERT) aus dem synaptischen Spalt, wodurch die Serotoninwirkung verlängert wird. Darüber hinaus hat Fluoxetin direkte Wirkungen auf die Serotonin-Rezeptoren 5-HT2C des Zentralnervensystems. In hohen Dosen kann Fluoxetin auch die Wiederaufnahme von Noradrenalin hemmen.
| Rezeptor | Fluoxetin | Norfluoxetin |
| -------- | --------- | ------------ |
| SERT     | 1         | 19           |
| NET      | 660       | 2700         |
| DAT      | 4180      | 420          |
| 5-HT2A   | 200       | 300          |
| 5-HT2B   | 5000      | 5100         |
| 5-HT2C   | 72.6      | 91.2         |
| α1       | 3000      | 3900         |
| M1       | 870       | 1200         |
| M2       | 2700      | 4600         |
| M3       | 1000      | 760          |
| M4       | 2900      | 2600         |
| M5       | 2700      | 2200         |
| H1       | 3250      | 10000        |

Seine hemmende Wirkung auf arzneistoffabbauende Enzymsysteme wie Cytochrom P450 2D6 oder (ebenfalls aus der Cytochrom-P450-Gruppe) CYP2C19 wird mit zahlreichen Arzneimittelwechselwirkungen in Verbindung gebracht.
Fluoxetin wirkt zudem in hohen Konzentrationen als FIASMA (funktioneller Hemmer der sauren Sphingomyelinase).
Fluoxetin hemmt in niedrigen Konzentrationen in vitro SARS-CoV-2, wie Versuche mit einem Virusisolat aus einem Patienten zeigten. Es zielt dabei nicht auf Serotonin, sondern hemmt die Proteinexpression: Nach Exposition gegenüber beiden Fluoxetinisomeren werden in der Zelle die für die Vermehrung nötigen Virusbausteine in vermindertem Maße synthetisiert, sodass die Virusreplikation reduziert wird. Die Forscher sehen darin ein Potenzial zur Behandlung von COVID-19, auch vor dem Hintergrund, dass das Patent längst abgelaufen ist und das Mittel von verschiedenen Firmen günstig erhältlich sei. Hingegen wirkt Fluoxetin nicht bei Tollwut-Viren, humanen respiratorischen Synzytial-Viren, humanen Herpesviren 8 oder Herpes-simplex-Viren Typ 1.

## Therapeutische Verwendung

### Indikationen
Fluoxetin wird zur Behandlung von Depressionen, Zwangsstörungen und Bulimie – als Ergänzung zu einer Psychotherapie zur Reduktion von Essattacken und selbstinduziertem Erbrechen – eingesetzt. Die Dosis sollte innerhalb von drei bis vier Wochen nach Behandlungsbeginn und danach, wenn es klinisch angezeigt ist, überprüft und, falls erforderlich, angepasst werden.
2001 wurde in den USA das Retardpräparat Prozac Weekly zugelassen, das 90 mg statt 20 mg Fluoxetin enthält und nur einmal in der Woche eingenommen werden muss.

### Kontraindikationen
Fluoxetin sollte bei Zuständen mit abnorm überhöhter Stimmungslage, sogenannten akuten manischen Zuständen, nicht angewendet werden.
Fluoxetin darf nicht zusammen mit bestimmten Arzneimitteln gegen Depression oder Parkinson (sogenannten MAO-Hemmern) eingenommen werden, weil sonst sehr schwere oder sogar tödliche Nebenwirkungen auftreten können.
Patienten dürfen Fluoxetin frühestens 14 Tage nach Beendigung einer Behandlung mit einem irreversiblen MAO-Hemmer beziehungsweise einen Tag nach Beendigung einer Behandlung mit einem reversiblen MAO-Hemmer einnehmen. Auch müssen Patienten nach dem Absetzen von Fluoxetin mindestens fünf Wochen warten, bevor sie einen MAO-Hemmer einnehmen. Die Umstellung von Fluoxetin auf einen MAO-Hemmer und umgekehrt darf nur unter sorgfältiger ärztlicher Kontrolle erfolgen.

### Nebenwirkungen
Zu den häufigsten Nebenwirkungen, die mit Fluoxetin in Verbindung gebracht werden, zählen laut Herstellerangaben: Übelkeit (22 % der mit Fluoxetin behandelten Patienten klagten über Übelkeit, jedoch nur 9 % der Placebokontrollgruppe), Schlaflosigkeit (19 % zu 10 %), Müdigkeit (12 % / 5 %), Appetitlosigkeit (10 % / 3 %), Angst (12 % / 6 %), Nervosität (13 % / 8 %), Asthenie (11 % / 6 %), Tremor (9 % / 2 %). Jene Nebenwirkungen, die Hauptgründe für eine Unterbrechung der Behandlung mit Fluoxetin waren, sind Angstzustände, Schlaflosigkeit und Nervosität sowie Manie bei pädiatrischen Studien. Auch können aggressive sowie suizidale Gedanken und/oder Handlungen auftreten. Zusätzlich können teils schwere Ausschläge und Nesselsucht auftreten (7 % der Probanden), was bei einem Drittel der Betroffenen zu einem vorzeitigen Behandlungsabbruch führte. Akathisie (innere Unruhe und Unfähigkeit, still in einer Position zu verharren) ist ebenfalls eine eher häufige Nebenwirkung. Akathisie tritt üblicherweise unmittelbar nach Beginn der Therapie oder bei einer Dosissteigerung auf und verschwindet meist nach Beendigung der Behandlung oder einer Dosisreduktion. Propranolol lindert gegebenenfalls auch die Symptome. Ähnlich wie bei anderen SSRIs ist sexuelle Dysfunktion – einschließlich Anorgasmie und verminderter Libido – eine sehr häufige Nebenwirkung. In manchen Fällen kann die sexuelle Funktionsstörung nach dem Absetzen bestehen bleiben (SSRI-bedingte sexuelle Dysfunktion).

### Wechselwirkungen
In Kombination mit Arzneistoffen, die ebenfalls über eine Wirkung auf das Serotoninsystem verfügen oder die Verstoffwechslung serotoninerger Arzneistoffe beeinflussen, kann es zum sogenannten Serotoninsyndrom kommen. In der klinischen Pharmakologie wurden vereinzelt Todesfälle dokumentiert. Daher ist hier besondere Vorsicht geboten. Arzneistoffe mit dieser Wirkung sind Johanniskraut, Monoaminooxidase-Hemmer (beispielsweise Moclobemid), Linezolid (Antibiotikum), Tramadol, Triptane, Lithium und Tryptophan.

Bei anderen ZNS-aktiven Substanzen (wie Phenytoin, Carbamazepin, Haloperidol, Clozapin, Diazepam, Alprazolam und trizyklischen Antidepressiva) können eine Blutspiegelverschiebung und Toxizitätserscheinungen auftreten.

Unter der gleichzeitigen Gabe von Antikoagulantien und anderen Arzneimitteln, die die Thrombozytenfunktion beeinflussen (beispielsweise atypische Neuroleptika, trizyklische Antidepressiva, Acetylsalicylsäure und nichtsteroidale Antirheumatika) wurden abnorme Hautblutungen und andere Blutungen beobachtet.
Fluoxetin hat außerdem eine starke Plasmaeiweißbindung (94 Prozent) und ist ein Inhibitor zahlreicher arzneistoffabbauender Enzyme, die über die Leber metabolisiert werden, wie CYP2D6 und CYP2C9/19. Aufgrund der Metabolisierung müssen Arzneistoffe mit geringer therapeutischen Breite (beispielsweise Carbamazepin, trizyklischen Antidepressiva oder Flecainid) in ihrer Dosis angeglichen werden, da sonst die Plasmakonzentration erhöht werden kann und zu unerwünschten Wirkungen führt. Der Abbau von Diazepam wird durch Fluoxetin ebenfalls verlangsamt. Alkohol sollte prinzipiell bei den zentralwirksamen Medikamenten gemieden werden.
Fluoxetin hat eine relativ lange Halbwertszeit von etwa 4 bis 6 Tagen (bzw. 1–4 Tage nach nur einmaliger Gabe). Sein aktiver Metabolit Norfluoxetin weist eine noch längere Halbwertszeit auf, die etwa 4 bis 16 Tage (7 bis 15 Tage) beträgt. Dadurch verbleibt wirksame Substanz nach dem Absetzen noch über mehrere Wochen im Körper, was bei Wechselwirkungen mit anderen Arzneimitteln berücksichtigt werden muss.

### Anwendung bei Kindern und Jugendlichen
Fluoxetin ist bei Kindern unter acht Jahren nicht indiziert. Bei Kindern über acht Jahren und Jugendlichen ist es bei mittelschweren bis schweren Episoden einer Depression unter Berücksichtigung des Suizidrisikos in Kombination mit einer gleichzeitigen psychotherapeutischen Behandlung indiziert. Fluoxetin kann bei jungen Menschen dieser Altersgruppen zu suizidalem oder feindseligem Verhalten führen. Es gibt nur begrenzte Langzeitdaten zur Unbedenklichkeit bei jungen Menschen dieser Altersgruppe in Bezug auf Wachstum und psychische Entwicklung.

## Chemie

### Stereochemie
Fluoxetin ist ein chiraler Arzneistoff mit einem Stereozentrum und wird therapeutisch als Racemat, also der 1:1-Mischung von (S)- und (R)-Isomer, eingesetzt. Auch der primäre und ebenfalls pharmakologisch wirksame Metabolit Norfluoxetin kommt in Form seines (S)- und (R)-Isomers vor. Je beide Enantiomere von Fluoxetin und Norfluoxetin wirken als potente Inhibitoren der Serotoninwiederaufnahme, wobei (S)-Fluoxetin etwa 1,5-fach und (S)-Norfluoxetin rund 20-fach stärker wirkt als das jeweils zugehörige (R)-Enantiomer.

### Synthese
Es werden mehrere vielstufige Synthesen für Fluoxetin (Racemat) sowie die gezielte Gewinnung von (R)- bzw. (S)-Fluoxetin in der Literatur beschrieben.
Die zuerst beschriebene Synthese (Eli Lilly, USA 1975) ausgehend von β-Dimethylaminopropiophenon und p-Trifluormethylphenol führt zu racemischen Fluoxetin. Dabei wird β-Dimethylaminopropiophenon mit Diboran reduziert und mit Thionylchlorid zu N,N-Dimethyl-3-chlor-3-phenylpropylamin und anschließend mit p-Trifluormethylphenol zu N,N-Dimethyl-3-(4-trifluormethylphenoxy)-3-phenylpropylamin umgesetzt. Dieses Reaktionsprodukt wird mit N-Methylcyanamid in einer Rosenmund-von Braun-Reaktion zu N-Methyl-N-cyano-3-(4-trifluormethylphenoxy)-3-phenylpropylamin umgesetzt. Die so eingefügte Cyanamidgruppe wird in einem stark alkalischen Medium verseift, wobei das Reaktionsprodukt Fluoxetin entsteht.

## Geschichte
Ausgehend von der Beobachtung, dass das serotonerge H1-Antihistaminikum Diphenhydramin antidepressive Wirkungen zeigt, begann die Suche nach einem selektiv auf Serotonin wirkenden Wirkstoff mit weniger sedierenden und geringeren anticholinergen Nebenwirkungen. Fluoxetin wurde vom Pharmakonzern Lilly durch die Chemiker Klaus Schmiegel, David T. Wong, Ray W. Fuller und Bryan B. Molloy entwickelt und 1987 als der weltweit angeblich erste SSRI am Markt eingeführt. Diese Behauptung wurde später zurückgenommen, da bereits einige Jahre zuvor kurzzeitig Zimelidin als erstes SSRI auf dem Markt gewesen war (welches allerdings bereits 1983 nach 18 Monaten wegen schwerer Nebenwirkungen wieder vom Markt genommen werden musste). Der Hersteller erwirtschaftete mit Fluoxetin hohe Umsätze; starke Verbreitung findet es unter anderem in den USA und in Großbritannien. In den USA wird die Zahl der Fluoxetin-Konsumenten auf 20 Millionen geschätzt. Es wurde dort nach der Einführung 1987 als Wundermittel gefeiert und galt wegen seiner antriebssteigernden Wirkung als Yuppie-Droge.
Seit 2007 wird Fluoxetin zur Behandlung von mittleren und schweren Depressionen sowie Angststörungen in der Liste der unentbehrlichen Arzneimittel der WHO geführt.

## Handelsnamen
Humanmedizin
Felicium (A), Floccin (A), Fluctin (D) (nicht mehr im Handel), Fluctine (A, CH), Fluocim (CH), Fluoxifar (CH), Fluxet (D), Mutan (A), NuFluo (A), Positivum (A), Prozac (GB, USA), zahlreiche Generika (D, A, CH)
Tiermedizin
Reconcile